# Helge Larsson
Helge Teodor Larsson, född 25 oktober 1916 i Stockholm, död 19 november 1971 i Hägersten; Stockholm, var en svensk kanotist. Han blev olympisk bronsmedaljör i Berlin 1936.